# 成俊卿
成俊卿（1915年—1991年），男，四川江津人，中国木材学家，曾任中国林业科学研究院木材工业研究所研究员，第六、七届全国政协委员。